# Fédération de recherche André-Marie-Ampère
 (août 2020).
Si vous disposez d'ouvrages ou d'articles de référence ou si vous connaissez des sites web de qualité traitant du thème abordé ici, merci de compléter l'article en donnant les références utiles à sa vérifiabilité et en les liant à la section « Notes et références ».
La Fédération de recherche André-Marie-Ampère (FRAMA) est une fédération qui regroupe les activités de recherche en physique et astrophysique de Lyon,. Elle a été créée en 2007 et est formée de six unités de recherche :
- l’Institut lumière matière (ILM) ;
- le Laboratoire de physique de l'École normale supérieure de Lyon (LPENSL) ;
- l’Institut de physique nucléaire de Lyon (IPNL)
- le Centre de recherche astrophysique de Lyon (CRAL) ;
- l’Institut des nanotechnologies de Lyon (INL) ;
- le Laboratoire Hubert-Curien de Saint-Étienne (LabHC).

## Présentation
Sur le plan juridique, il s'agit d'une fédération de recherche du CNRS (FR3127) avec comme co-tutelles l’université Claude-Bernard-Lyon-I, l’École normale supérieure de Lyon, l’École centrale de Lyon et l’Institut national des sciences appliquées de Lyon (INSA Lyon). Ses laboratoires partenaires comptent plus de 550 personnes dont environ 400 personnels permanents (enseignants-chercheurs, chercheurs, et personnels de soutien à la recherche), 110 doctorants et 35 post-doctorants.
La FRAMA est la structure responsable de sept plateformes techniques fournissant aux universitaires comme aux industriels des techniques de pointe. Elles sont :
- la Plateforme lyonnaise d'expérimentation sur les agrégats (PLYRA) ;
- le Centre de nano-opto-technologies (NanOpTec) ;
- la Plateforme lyonnaise d’expérimentation sous conditions extrêmes (PLECE) ;
- la Plateforme nanofils et nanotubes lyonnaise (P2NL) ;
- la Plateforme d’analyses et faisceaux d’ions pour la radiobiologie et l’environnement (ANAFIRE) ;
- la Plateforme technologique NanoLyon ;
- le Centre technologique des microstructures (Ctµ, commun avec la chimie et la biologie).

De plus, en association avec la Fédération de chimie de Lyon, trois autres plateformes se joignent à la FRAMA :
- le Centre commun de microspectrométrie optique (CECOMO) ;
- le Centre de magnétométrie de Lyon (CML) ;
- le Centre interdisciplinaire de spectrométrie de masse lyonnais (CISMALY).

D'après le site officiel, ses objectifs sont « d'animer, de structurer et de coordonner les activités en physique et astrophysique sur le site de Lyon, de contribuer à leur visibilité, de développer et animer les interfaces entre laboratoires et avec les autres disciplines, et de mettre en place des opérations scientifiques communes ».

## Thématiques
Les principaux thèmes de recherche développés dans les laboratoires partenaires de la Fédération incluent :
- Molécules et biomolécules, physique de la matière et des matériaux
- Nanosciences et nanotechnologies : nanomatériaux, nano-optique, etc.
- Hydrodynamique, fluides complexes, fluides aux interfaces
- Optique et spectroscopie, lasers, lasers ultra brefs et applications
- Couches minces et matériaux pour l'optique
- Physique théorique, modélisation, cosmologie
- Astrophysique observationnelle
- Interactions fondamentales, physique subatomique et astroparticules
- Physique aux interfaces (biologie, médecine, biochimie, géophysique, mathématiques, traitement du signal, environnement, etc.).

## Direction
2007-2011. Michel Broyer, professeur de l'université Claude-Bernard-Lyon-I.
2012-2014. Fabrice Vallée, directeur de recherches au CNRS.
2015-2020. Alfonso San Miguel, professeur de l'université Claude-Bernard-Lyon-I.
Depuis 2021. Christian Bordas, directeur de recherches au CNRS.